# Російська національна народна армія
Російська національна народна армія, скорочено «RNNA» — військовий підрозділ нацистської Німеччини, колабораціоністів під час Другої світової війни, очолюваний переважно білими емігрантами, пов'язаними із російським фашистом Анастасієм Вонсяцьким.. Роки існування: 1942—1943.
Засновниками РННА були білі емігранти, які до того встигли взяти участь у Громадянській війні в Іспанії на боці Франко: Сергій Іванов (перший очільник армії), його брат Микола, Костянтин Кроміаді (начальник штабу), Ігор Сахаров (заступник Іванова).
На початку грудня 1942 року загальна чисельність РННА становила 4000 осіб у складі п'яти батальйонів, особовий склад був переформований у німецьку форму, батальйони були переформовані відповідно до німецьких штатів для східних бойових батальйонів вермахту. При цьому особовий склад був некомплектований:
- штаб — був укомплектований особовим складом на 60 %[2]; «технические подразделения» — 60 %[4];
- 633-й батальйон — укомплектований особовим складом на 75 %[2]; 634-й батальйон — на 75 %[2]; 635-й батальйон — на 75 %[2]; 636-й батальйон на 15[2]—20 %; 637-й батальйон — на 15[2]—20 %.

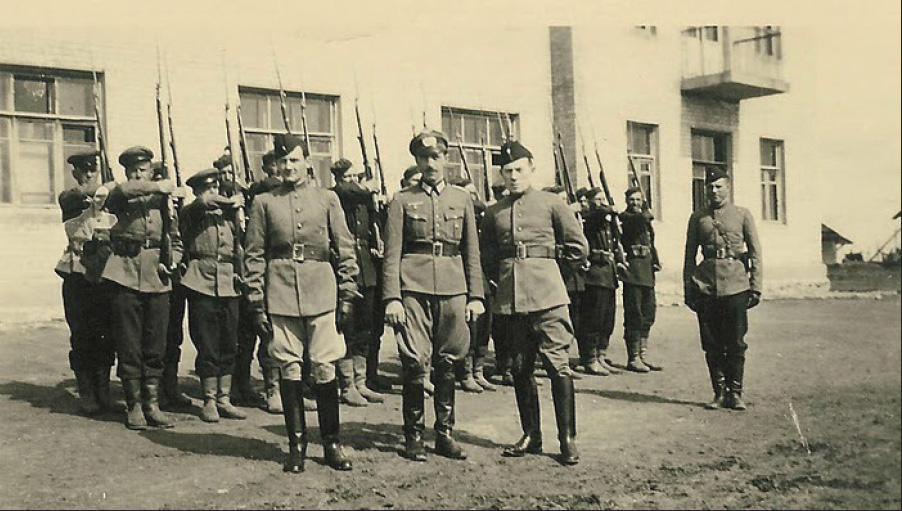
РННА в Осинторфі. Ліворуч від німецького офіцера — Ігор Сахаров, праворуч — Сергій Іванов

У зв'язку з частими переходами службовців РННА на бік партизанів німецьке командування спочатку фактично розформувало РННА наприкінці 1942 р., підпорядкувавши її батальйоні німецьким частинам, а потім у 1943 р. створило натомість Російську визвольну армію А. А. Власова, де керівні посади обіймали колишні службовці Червоної армії, а емігранти (у тому числі зі складу РННА) обіймали другорядні посади.